# Evere
Evere (uitgesproken /ˈeːvərə/ in het Nederlands en  /evɛʁ/ in het Frans) is een van de negentien tweetalige gemeenten van het Brussels Hoofdstedelijk Gewest in België. De inwoners worden de Everenaars of Everaars genoemd en de patroonheilige is Sint Vincentius. Evere heeft 5 wijken: Germinal, Picardie, Platon, Destrier, Sint Vincentius.
Na de talentelling van 1947 werd de gemeente Evere via een koninklijk besluit in 1954 van het Nederlandstalige gebied van de voormalige provincie Brabant overgeheveld naar het officieel tweetalig Arrondissement Brussel-Hoofdstad. Vanaf het begin verwierf Evere, als eerste gemeente, een statuut, dat voorzag in een tweetalig gemeentelijk onderwijs en een tweetalige administratie, en dit nog vóór de taalwetten van 1963 rond het taalgebruik in het onderwijs in de Brusselse agglomeratie.
De tuinbouwers, pioniers van de witloof-cultuur, maakten naam. Het was ook - samen met de oude gemeente Haren - het centrum van de geschiedenis van de luchtvaart in België tussen 1914 en 1945 en verwelkomde de gemeente onder meer in de naburige gemeente Haren, de nieuwe Société Anonyme Belge de Constructions Aéronautiques (SABCA) en Société Anonyme Belge Exploitation de la Navigation Aérienne (Sabena).
Evere bleef tot het einde van de Tweede Wereldoorlog een landelijke gemeente, de sterke bevolkingsgroei zorgde vervolgens voor de totale verdwijning van het landbouwgebied in 25 jaar. Evere telt ruim 44.000 inwoners

## Geschiedenis

### Vroege geschiedenis

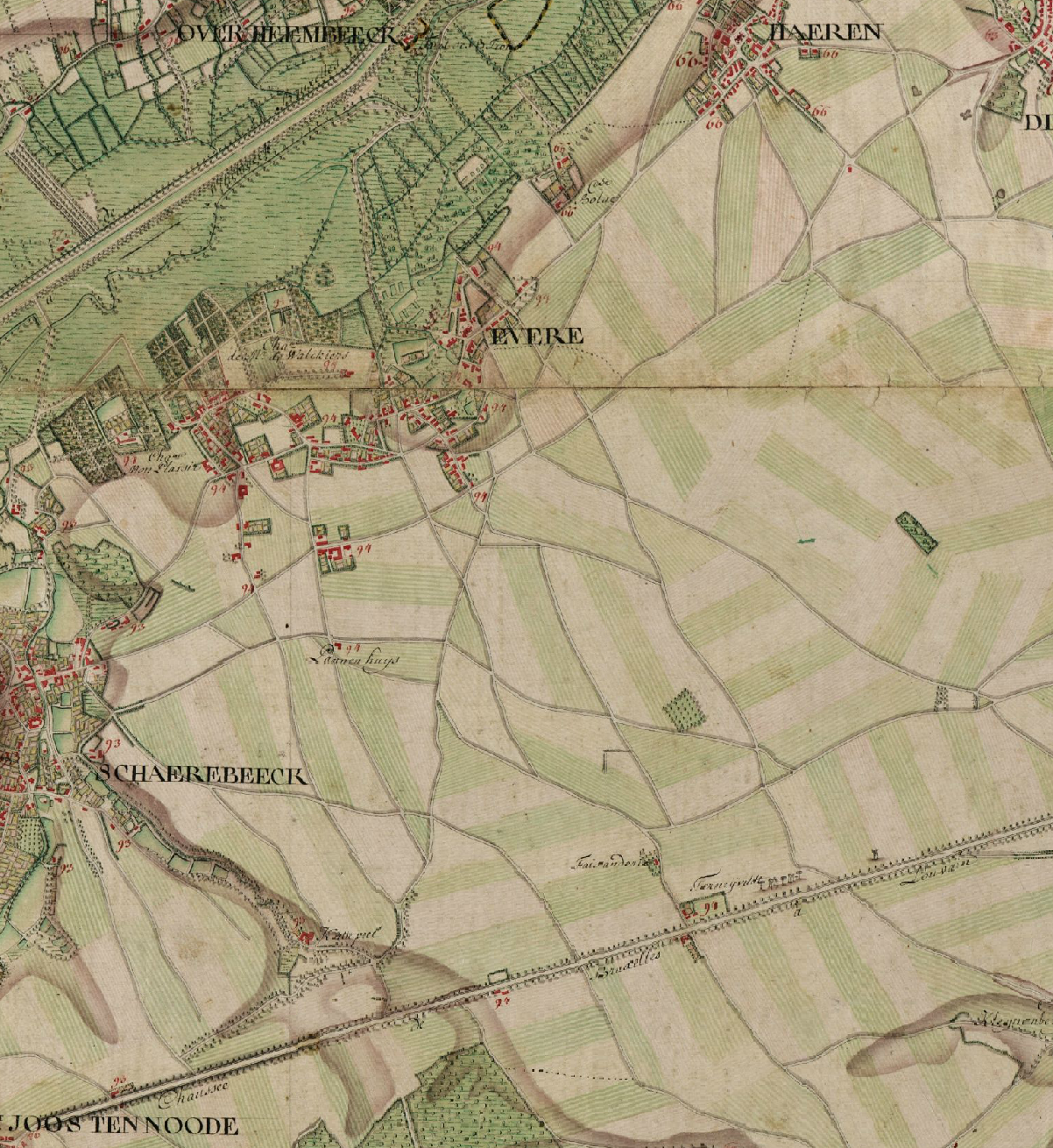
Evere op de kaart van Ferraris

Evere ontstond als een landbouwdorp gelegen aan de rand van de Zennevallei, ten noorden van de Haachtsesteenweg. Het oude dorpscentrum van Evere werd gebouwd aan de huidige Edward Stuckensstraat en de Parijsstraat, tot aan de Sint-Vincentiuskerk.
Tussen 994 en 1183 vormt de heerlijkheid van Evere een deel van het graafschap Leuven-Brussel. Daarna, tot 1549 is het een rechtstreeks leen van het hertogdom Brabant. Op 19 oktober 1677 krijgt de toenmalige heer van Evere, Eugène-Maximilien de Hornes (ook graaf van Baucignies, Houtkerke en Bailleul) de titel van prins van Karel II van Spanje, waardoor de heerlijkheid IJse verheven werd tot prinsdom. Tot 1772 bleef Evere in bezit van het Huis Horne. De familie Horne woonde in het Kasteel van IJse en liet het beheer van Evere over aan een drossaard.

### Achttiende eeuw
In 1726 bouwt Jean-Baptiste Rol op de hoogtes van Helmet een kasteel met park en een lager gelegen vijver (het huidige natuurreservaat Moeraske). Het kasteel van Helmet lag in de buurt waar zich vandaag de Franstalige school Institut de la Sainte-Famille d'Helmet bevindt, op het grondgebied van de huidige gemeente Schaarbeek. Het kasteeldomein grensde in het oosten aan het dorp Evere, en in het zuidwesten aan Kasteel Monplaisir, het in 1683 aangelegde buitenverblijf van baron Pierre-Ferdinand Roose.
Adrien-Ange Walckiers, heer van Drongen, kocht het kasteel van Helmet in 1765. Hij verfraaide het parkdomein, dat ten noordoosten van de huidige Zénobe Grammelaan lag (rond de huidige Walckiersstraat en de Kasteelstraat). Misschien liet Adrien-Ange in 1765 de eerste Engelse tuin van de Zuidelijke Nederlanden aanleggen bij zijn kasteel. Op 14 augustus 1772 wisselde de laatste prinses van Horne, Maria Theresia van Horne, het bezit van Evere met dat van Ten-Hove in Overijse met Adrien-Ange de Walckiers. Zo werd Adrien-Ange Walckiers de laatste heer van Evere. De heerlijke rechten werden immers bij de annexatie van de Nederlanden op 1 oktober 1795 onmiddellijk afgeschaft. Adrien-Ange de Walckiers overleed in 1799. Zijn zoon, Edouard de Walckiers le Magnifique, erfde het domein Walckiers.
Aan het einde van de achttiende eeuw beschikte Evere over uitgestrekte landbouwgronden ten zuidoosten van het dorp. Het oorspronkelijke karakter van het dorp is nog duidelijk zichtbaar op de Ferrariskaarten.
De staatsgreep van 18 Brumaire maakte een einde aan het Directoire en verving het door het Consulaat op 1 januari 1800. Op deze dag werd ook Evere een zelfstandige gemeente met André O'Kelly als eerste burgemeester. Evere verloor wel het grootste deel van Helmet en het domein Monplaisir aan de gemeente Schaarbeek.

### Negentiende eeuw
In 1892 wordt het park van Walckiers verkocht en wordt het een klooster: de vandaag nog bestaande Franstalige school Institut de la Sainte-Famille d'Helmet. Een deel van het park van Walckiers werd later ingenomen door de zich uitbreidende spoorweginfrastructuur. Een ander deel werd vergraven voor de geplande aanleg van een grote invalsweg die er nooit zou komen en staat vandaag bekend als het natuurreservaat Moeraske.

### Twintigste eeuw
Tijdens de 20e eeuw verstedelijkte Evere sterk waardoor de landbouw verdween. Het vormingsstation van Schaarbeek en de bijbehorende ateliers brachten, evenals het vliegveld van Haren met ateliers voor de militaire en burgerlijke luchtvaart, nieuwe groei. Hierdoor namen vooral na Wereldoorlog I, de bevolking en het handelsleven toe. In 1954 werd Evere samen met Ganshoren en Sint-Agatha-Berchem toegevoegd aan de Brusselse agglomeratie. In het zuiden van het grondgebied van de gemeente ontstond in de tweede helft van de 20e eeuw een tweede kern rond de Paduwaplaats.

## Toponymie
Het oudste geschreven document waar voor het eerst de naam Everna verschijnt (anders geschreven Euerna) is een schenking, gedateerd 1120, waar de bisschop van Cambrai de altaarbrief  van Scarenbecca en Everna schonk aan hoofdstuk van Zinnik, dan Everne (anders geschreven Euerne) rond 1185.
Everna stamt uit de Keltische abronapassage, voorde; de oude via publica tussen Cortoriacum en Atuatuca Tungrorum stak de Zenne over op deze plaats. Een andere hypothese ziet in Everna een verzamelnaam, gebaseerd op het oorspronkelijke Nederfrankische woord evora  (zwijn, oud-Nederlands evor, Nederlands zwijn, oud-Saksisch evur, allemaal van Germaans ebura, everzwijn), vandaar de algemene betekenis van "plaats van wilde zwijnen", dat wil zeggen van een naam afgeleid van de lage Franse hever (geit) en zou dus dezelfde toponymische oorsprong hebben als die van de gemeenten Hever en Heverlee  gelegen in de provincie van Vlaams-Brabant  .
Volgens Xavier Delamarres woordenboek  is er geen Keltisch woord abrona dat passage, doorwaadbare plaats betekent, deze twee betekenissen worden respectievelijk weergegeven door trē-uori- en ritu- in het algemeen Keltisch. Bovendien komt deze hypothetische  abrona niet overeen met de bekende oude vormen Everna, Everne. Een vergelijking met de naam van de stam van Eburons op basis van de naam van de taxus of het everzwijn, eburo- (ook bekend als antroponiem Eburus, Eburo)  is misschien meer gerechtvaardigd. In ieder geval Maurits Gysselingdie de Nederlandse toponiemen Everbeek (Eurebecca 1050 - 1080), Everberg (Euerberga 1129) etc. analyseert. zoals eigenlijk gebaseerd op het Germaanse ebura- everzwijn, hecht Evere  waar hij geen verklaring voor geeft. Er is geen reden om Evere te vergelijken met Hever (geit), die te vinden is in Heverlee (Heverlee, uit de Germaanse hafra- en lauha), inderdaad, de oude vormen verwijzen niet naar een type  Hafra- en er is geen spoor van een eerste h [h]. Uiteindelijk is de oorsprong van het toponiem Evere onduidelijk.

## Cultuur en recreatie
In Evere is sinds 2008 het Brussels Museum van de Molen en de Voeding gevestigd in een voormalige molen. Het museum heeft een permanente collectie over de maalderij, een geklasseerde specerijentuin, een wisselende collectie over voeding en onderneemt culinaire activiteiten.
Op het grondgebied van Evere en het aangrenzende Haren ligt het Moeraske. Dit is een natuurreservaat dat staat geregistreerd als natuurlijk erfgoed.
Op muzikaal gebied is de gemeente de thuishaven voor de Koninklijke Harmonie De Ster Evere, een harmonieorkest met een lange geschiedenis dat opgericht werd in 1879.

## Bezienswaardigheden

### Gebedshuizen

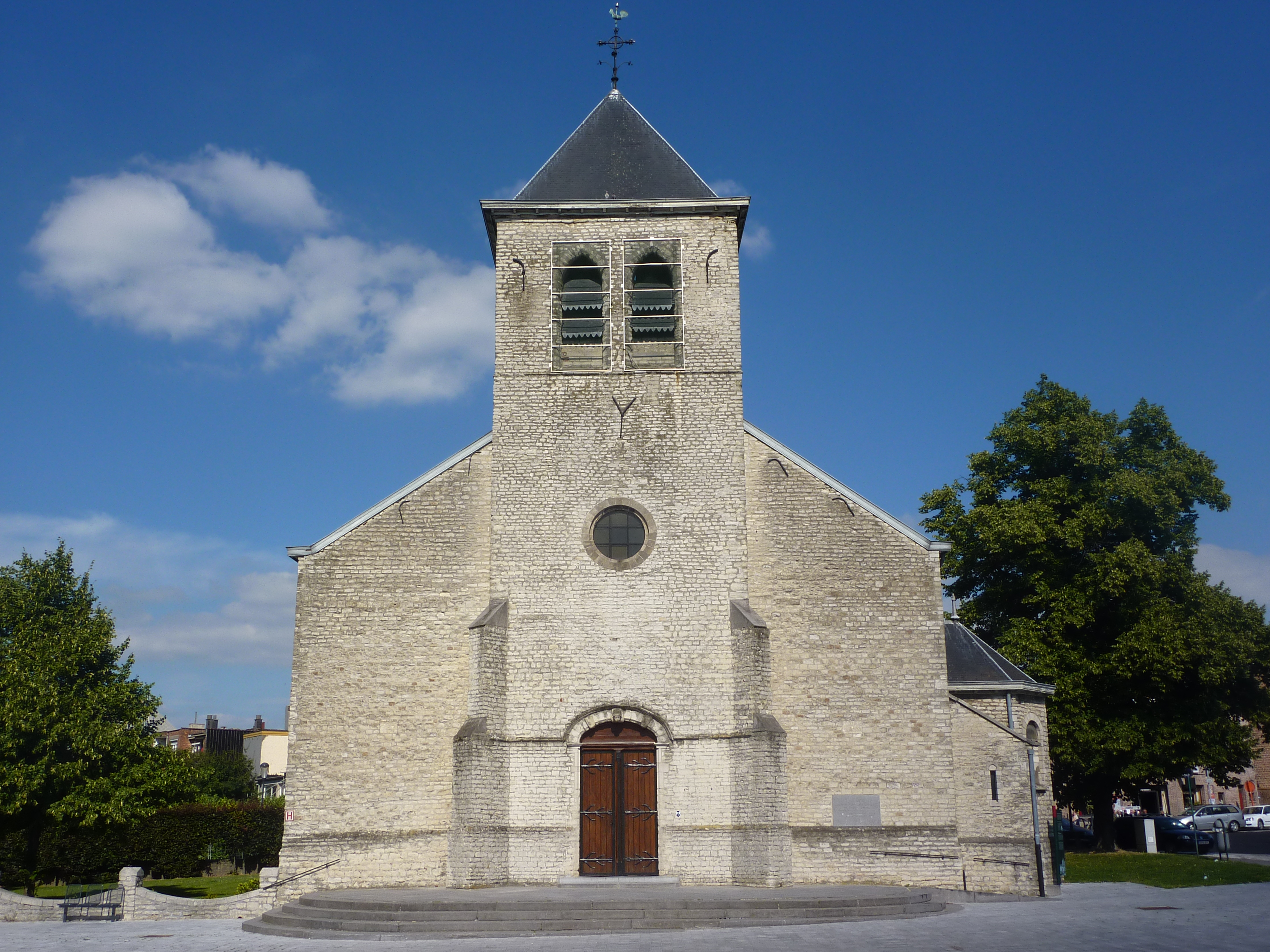
Sint-Vincentiuskerk van Evere

- De Sint Vincentiuskerk (18e eeuw) met romaanse toren uit de 11e eeuw.
- De Onze-Lieve-Vrouw-Onbevlekt-Ontvangenkerk
- De Sint-Jozefskerk
- De Nieuw-Apostolische kerk, aan de Frans Guillaumelaan 80.
- De Église Protestante Evangelique d'Evere, aan de Godfroid Kurthstraat 65.
- De Evangelische kerk, aan de Haachtsesteenweg 982.
- De Vision Tabernacle, aan de Kerkhof van Brussellaan 35.
- De Ettaouba Moskee, aan de Edward Stuckensstraat 128.

### Militair hoofdkwartier
Er wordt dikwijls melding gemaakt van Evere als de plaats waar het NAVO-hoofdkwartier gevestigd is, maar dat klopt niet, noch voor het hoofdkwartier van 1967 tot 2016, noch voor het hoofdkwartier dat in 2017 in gebruik wordt genomen aan de overzijde van de Leopold III-laan. Dat ligt (zo goed als) helemaal op het grondgebied van de in 1921 opgeheven en bij Brussel gevoegde gemeente Haren. Wat wel deels in Evere ligt, is het hoofdkwartier van het Belgisch leger, Kwartier Koningin Elisabeth, juist achter het NAVO-hoofdkwartier, dat van 1967 tot 2016 in gebruik was. Het militaire domein strekt zich uit tot over de gemeentegrens met Zaventem.

### Wooncomplex De Tuinbouw
Vanaf het jaar 1922 werd het sociaal wooncomplex De Tuinbouw, een kleine stadstuin, aangelegd naar de plannen van Jean-Jules Eggericx. Deze bevindt zich in een niet-verstedelijkt deel van de woongemeenschap. De dubbelgepleisterde huizen zijn een eindje verwijderd van het wegennet en omgeven door een tuin. Men moet vandaag wel enige moeite doen om de huizen van De Tuinbouw terug te vinden. Ze werden opgenomen in een recente woonwijk, achter bomen en struiken verborgen en omgeven door hoge appartementsgebouwen.

### Begraafplaats van Brussel
De Begraafplaats van Brussel ligt op het grondgebied van de gemeente Evere. Het is de belangrijkste begraafplaats van Brussel en is met een oppervlakte van ongeveer 38 ha de meest uitgestrekte van het hoofdstedelijk gewest. Net ten oosten ligt de begraafplaats van Schaarbeek.

## Natuur en landschap
Deze sterk verstedelijkte en tot de Brusselse agglomeratie behorende plaats is gelegen tussen de valleien van de Zenne en de Woluwe. De hoogte bedraagt 36-63 meter.

## Politiek

### Resultaten gemeenteraadsverkiezingen sinds 1976
| Partij of kartel     | Partij of kartel                                                                 | 10-10-1976 | 10-10-1976 | 10-10-1982 | 10-10-1982 | 9-10-1988 | 9-10-1988 | 9-10-1994 | 9-10-1994 | 8-10-2000 | 8-10-2000 | 8-10-2006 | 8-10-2006 | 14-10-2012 | 14-10-2012 | 14-10-2018 | 14-10-2018 | 13-10-2024 | 13-10-2024 |
| Stemmen / Zetels     | Stemmen / Zetels                                                                 | %          | 29         | %          | 31         | %         | 31        | %         | 29        | %         | 31        | %         | 31        | %          | 33         | %          | 35         | %          | 35         |
| -------------------- | -------------------------------------------------------------------------------- | ---------- | ---------- | ---------- | ---------- | --------- | --------- | --------- | --------- | --------- | --------- | --------- | --------- | ---------- | ---------- | ---------- | ---------- | ---------- | ---------- |
|                      | FDF1/ MR2/ DéFI3                                                                 | 22,781     | 7          | 16,461     | 5          | 11,831    | 3         | 13,11     | 4         | 9,151     | 2         | 17,432    | 6         | 11,421     | 4          | 12,243     | 4          | 5,513      | 1          |
|                      | PRL1/ PRL-VLDD/ MR2                                                              | 7,981      | 1          | 10,11      | 3          | 14,581    | 4         | 15,9D     | 5         | 19,02D    | 6         | 17,432    | 6         | 17,392     | 6          | 16,372     | 6          | 22,962     | 9          |
|                      | PRL-VLDD/ Liberaux Evere-VLD1/ LBE                                               | -          |            | -          |            | -         |           | 15,9D     | 5         | 19,02D    | 6         | 8,181     | 2         | 38,73E     | 16         | 37,68E     | 16         | 45,9E      | 19         |
|                      | PS-SP1/ PS-sp.a+2/ LBE                                                           | 37,891     | 13         | 43,111     | 17         | 54,391    | 19        | 44,121    | 17        | 39,751    | 15        | 39,772    | 15        | 38,73E     | 16         | 37,68E     | 16         | 45,9E      | 19         |
|                      | CVP-SCA/ PSC-CVPB/ CVP1/ PSCVPC/ LBE                                             | 19,38A     | 6          | 11,79A     | 4          | 15,92B    | 5         | 4,491     | 0         | 7,78C     | 2         | 39,772    | 15        | 38,73E     | 16         | 37,68E     | 16         | 45,9E      | 19         |
|                      | CVP-SCA/ PSC-CVPB/ PSC1/ PSCVPC/ cdH2/ Humanistes Everois3/ Les Engagés Everois4 | 19,38A     | 6          | 11,79A     | 4          | 15,92B    | 5         | 7,11      | 1         | 7,78C     | 2         | 14,92     | 5         | 8,992      | 3          | 6,053      | 1          | 10,884     | 3          |
|                      | ECOLO1/ Ecolo-Groen2                                                             | -          |            | -          |            | -         |           | 6,061     | 1         | 13,391    | 4         | 9,681     | 2         | 13,342     | 4          | 16,852     | 7          | 10,732     | 3          |
|                      | N-VA                                                                             | -          |            | -          |            | -         |           | -         |           | -         |           | -         |           | -          |            | 4,80       | 1          | -          |            |
|                      | Vlaams Blok1/ Vlaams Belang2                                                     | -          |            | -          |            | -         |           | 6,231     | 1         | 7,731     | 2         | 7,412     | 1         | -          |            | -          |            | 3,12       | 0          |
|                      | LIBERT                                                                           | -          |            | 6,95       | 1          | -         |           | -         |           | -         |           | -         |           | -          |            | -          |            | -          |            |
|                      | VLAAMS                                                                           | 9,03       | 2          | 5,5        | 1          | -         |           | -         |           | -         |           | -         |           | -          |            | -          |            | -          |            |
| Anderen(*)           | Anderen(*)                                                                       | 2,94       | 0          | 6,09       | 0          | 3,29      | 0         | 3,01      | 0         | -         |           | 2,63      | 0         | 10,13      | 0          | 6,01       | 0          | -          |            |
| Totaal stemmen       | Totaal stemmen                                                                   | 20.296     | 20.296     | 20.269     | 20.269     | 19.274    | 19.274    | 17.837    | 17.837    | 17.356    | 17.356    | 18.897    | 18.897    | 17.104     | 17.104     | 19.794     | 19.794     | 19.247     | 19.247     |
| Opkomst %            | Opkomst %                                                                        |            |            |            |            | 88,95     | 88,95     | 87,77     | 87,77     | 82,94     | 82,94     | 86,38     | 86,38     | 83,17      | 83,17      | 83,72      | 83,72      | 79,06      | 79,06      |
| Blanco en ongeldig % | Blanco en ongeldig %                                                             | 3,22       | 3,22       | 5,24       | 5,24       | 4,81      | 4,81      | 4,66      | 4,66      | 5,01      | 5,01      | 5,65      | 5,65      | 7,82       | 7,82       | 8,67       | 8,67       | 8,24       | 8,24       |

De rode cijfers naast de gegevens duiden aan onder welke naam de partijen telkens bij een verkiezing opkwamen, rode letters duiden de kartels aan.

De zetels van de gevormde meerderheid staan vetjes afgedrukt. De grootste partij is in kleur.

(*) 1976: PCB-KPB (2,43%), PTB-PVDA (0,51%) / 1982: UDRT-RAD (3,69%), PC-KP (1,63%), OMAN (0,42%), PTB-PVDA (0,35%) / 1988: Volksunie (3,29%) / 1994: PLUS (1,61%), UNIE (0,88%), PTB-PVDA (0,52%) / 2006: FDB (1,65%), TREFLE (0,98%) / 2012: NATION (4,47%), LIENS (3,2%), Pirates (2,46%) / 2018: PP (3,66%), NATION (2,35%)

### Representativiteit
Voor Evere, net zoals voor de andere gemeenten van het Brussels Hoofdstedelijk Gewest, geldt dat het aantal kiezers in verhouding tot het aantal inwoners erg laag ligt, zowel absoluut als in vergelijking met de rest van het land. Dit is het gevolg van het hoge aandeel niet Belgische inwoners (ook al kunnen deze onder bepaalde voorwaarden over gemeentelijk stemrecht beschikken). Daarnaast ligt ook het aantal kiezers dat niet komt opdagen, ondanks de stemplicht, erg hoog zodat het totaal aantal uitgebrachte stemmen, inclusief ongeldige en blanco, in de 19 gemeenten van het gewest slechts 44,66% van het aantal inwoners bedraagt. Evere scoort beter met een verhouding van 50,13% uitgebrachte stemmen/inwoners.

#### Verhouding kiezers/inwoners en absenteïsme bij de gemeenteraadsverkiezingen van 14 oktober 2012
- Evere: 60,28% (kiezers/inw.) - 16,83% (absenteïsme)
- Totaal Brussels Gewest: 53,89% (kiezers/inw.) - 17,14% (absenteïsme)

Ter vergelijking:
- Vlaamse provinciehoofdsteden: 69,30% (kiezers/inw.) - 12,12% (absenteïsme)
- Waalse provinciehoofdsteden: 69,04% (kiezers/inw.) - 17,31% (absenteïsme)

## Demografische ontwikkeling
- Bronnen:NIS, Opm:1806 tot en met 1981=volkstellingen; 1990 en later= inwonertal op 1 januari

| Inwoners van jaar tot jaar op 1 januari 1992 tot heden | Inwoners van jaar tot jaar op 1 januari 1992 tot heden | Inwoners van jaar tot jaar op 1 januari 1992 tot heden |
| jaar                                                   | Aantal                                                 | Evolutie: 1992=index 100                               |
| ------------------------------------------------------ | ------------------------------------------------------ | ------------------------------------------------------ |
| 1992                                                   | 29.286                                                 | 100,0                                                  |
| 1993                                                   | 29.287                                                 | 100,0                                                  |
| 1994                                                   | 29.145                                                 | 99,5                                                   |
| 1995                                                   | 29.819                                                 | 101,8                                                  |
| 1996                                                   | 29.644                                                 | 101,2                                                  |
| 1997                                                   | 30.053                                                 | 102,6                                                  |
| 1998                                                   | 30.379                                                 | 103,7                                                  |
| 1999                                                   | 30.806                                                 | 105,2                                                  |
| 2000                                                   | 31.848                                                 | 107,0                                                  |
| 2001                                                   | 31.610                                                 | 107,9                                                  |
| 2002                                                   | 32.089                                                 | 109,6                                                  |
| 2003                                                   | 32.703                                                 | 111,7                                                  |
| 2004                                                   | 32.718                                                 | 111,7                                                  |
| 2005                                                   | 33.069                                                 | 112,9                                                  |
| 2006                                                   | 33.462                                                 | 114,3                                                  |
| 2007                                                   | 34.128                                                 | 116,5                                                  |
| 2008                                                   | 34.706                                                 | 118,5                                                  |
| 2009                                                   | 35.372                                                 | 120,8                                                  |
| 2010                                                   | 35.803                                                 | 122,3                                                  |
| 2011                                                   | 36.492                                                 | 124,6                                                  |
| 2012                                                   | 37.009                                                 | 126,4                                                  |
| 2013                                                   | 37.364                                                 | 127,6                                                  |
| 2014                                                   | 37.957                                                 | 129,6                                                  |
| 2015                                                   | 38.448                                                 | 131,3                                                  |
| 2016                                                   | 39.556                                                 | 135,1                                                  |
| 2017                                                   | 40.394                                                 | 137,9                                                  |
| 2018                                                   | 41.131                                                 | 140,4                                                  |
| 2019                                                   | 41.763                                                 | 142,6                                                  |
| 2020                                                   | 42.656                                                 | 145,7                                                  |
| 2021                                                   | 43.061                                                 | 147,0                                                  |
| 2022                                                   | 43.608                                                 | 148,9                                                  |
| 2023                                                   | 44.255                                                 | 151,1                                                  |
| 2024                                                   | 45.234                                                 | 154,5                                                  |
| 2025                                                   | 45.892                                                 | 156,7                                                  |

## Verkeer en vervoer
Evere beschikt over twee stations langs spoorlijn 26. Het Station Bordet, ten oosten van het centrum, en station Evere, ten zuiden van het centrum. Het station van Schaarbeek langs spoorlijn 25 ligt juist over de gemeentegrens. Door de gemeente lopen enkele belangrijke tramlijnen, zoals tram 55, die het centrum van Evere bedient en een verbinding vormt met Schaarbeek en Brussel.

## Geboren
- Louis Van Cutsem (1909-1992), beeldhouwer en tekenaar

## Stedenbanden
- Lokossa (Benin)

## Nabijgelegen kernen
Sint-Stevens-Woluwe, Diegem, Haren, Schaarbeek, Sint-Lambrechts-Woluwe